# Max Eschle
Max Eschle (Monaco di Baviera, 21 agosto 1890 – Prien am Chiemsee, 1979) è stato un illustratore grafico tedesco.
Eschle studiò presso la Kunstgewerbeschule München nella classe del professore Julius Diez, dal  1911 al 1915 frequenta la Accademia delle belle arti di Monaco di Baviera.
Era membro del secondo gruppo "Die Sechs" (I Sei), un gruppo di artisti, illustratori e grafici che assieme volevano promuovere la pubblicità artistica tramite manifesti di alto valore grafico. Gli altri membri del gruppo erano  Franz Paul Glass, Hans Ibe (Johann Baptist Maier), Otto Ottler, Tommi Parzinger e Valentin Zietara.